# Família Brontë

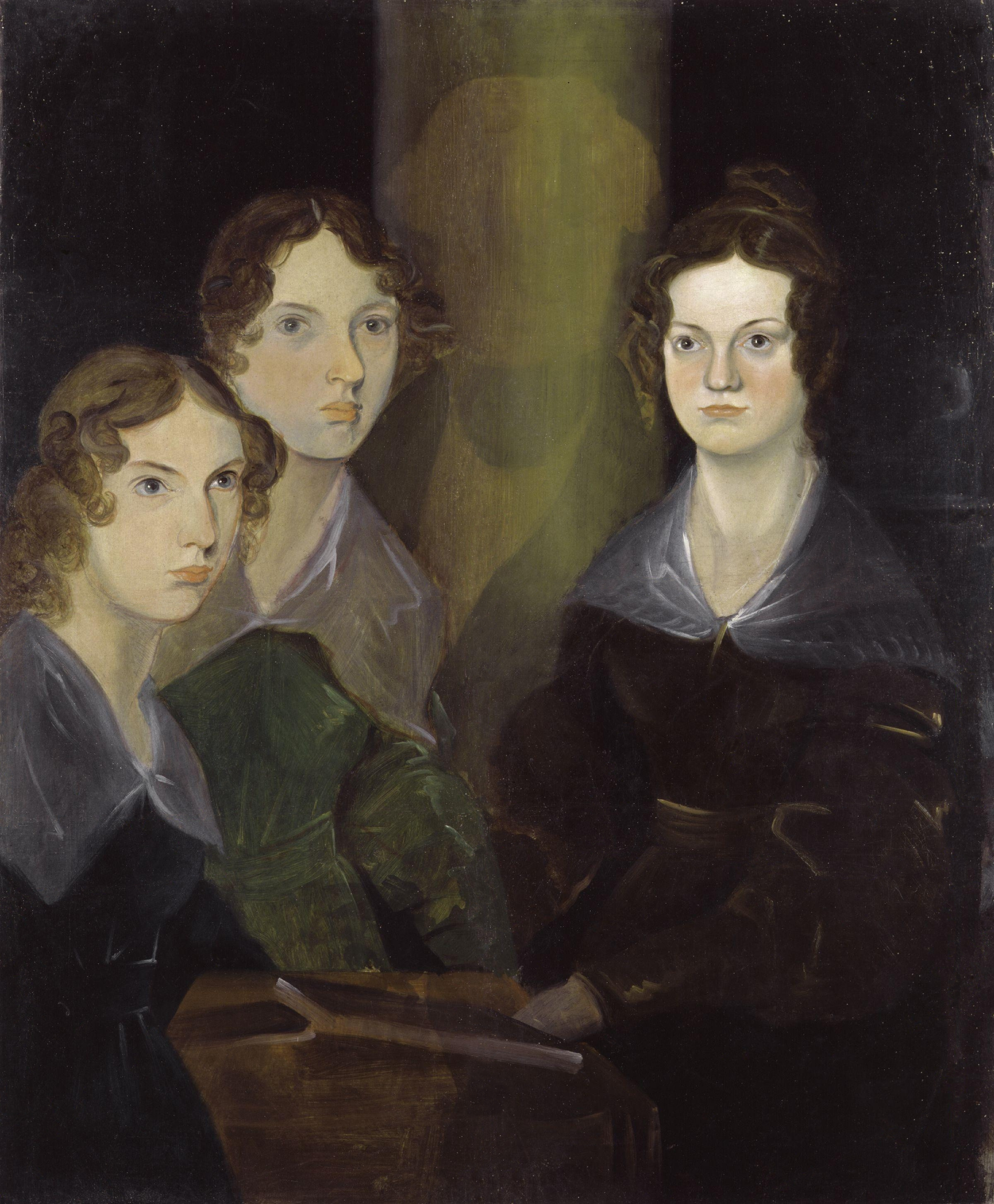
Anne, Emily e Charlotte Brontë. Quadro do seu irmão Branwell (c. 1834). Ele pintou-se entre as irmãs, mas retirou a imagem mais tarde para não sobrecarregar o quadro.

Os Brontë (/ˈbrɒntiz/, de forma comum  /ˈbrɒnteɪz/) foram uma família literária do século XIX associada à aldeia de Thorton, localizada no West Riding of Yorkshire, Inglaterra. As irmãs Charlotte (1816-1855), Emily (1818-1848) e Anne (1820-1849) são escritoras e poetizas bem conhecidas do grande público. À semelhança de muitas escritoras da sua época, inicialmente elas publicaram os seus poemas e romances sob pseudónimos masculinos: Currer, Ellis e Acton Bell. Os seus livros tiveram bastante sucesso assim que foram publicados. Jane Eyre de Charlotte foi o primeiro romance a ser publicado, seguido de Wuthering Heights de Emily e The Tenant of Wildfell Hall de Anne. As três irmãs e o seu irmão Branwell eram bastante próximos e na infância desenvolveram as suas imaginações através das histórias que ouviam da empregada e da criação de mundos imaginários que, mais tarde, desenvolveram na escrita.
A morte da sua mãe e mais tarde das suas duas irmãs mais velhas afetou-os profundamente e influenciou a sua escrita, assim como o isolamento relativo em que cresceram.
A sua casa, a casa paroquial de Haworth em Yorkshire, é atualmente o Brontë Parsonage Museum, visitado por milhares de pessoas todos os anos.

## Origem do nome
A origem da família Brontë pode ser traçada até ao clã irlandês Ó Pronntaigh, que se traduz literalmente para "filho de Pronntach". Esta era uma família de escribas e homens da literatura em Fermanagh. o que é relacionado com a palavra bronnadh. A versão inglesa deste nome é Prunty e, por vezes Brunty.
A certa altura, o pai das irmãs, Patrick Brontë (nascido Brunty) decidiu mudar o seu apelido. Não se sabe ao certo o que o levou a fazê-lo e existem várias teorias. Ele pode tê-lo feito para esconder as suas origens humildes. Como homem de letras, ele estaria familiarizado com o grego clássico e é possível que se tenha baseado na palavra grega βροντή ("trovão") para escolher o seu nome. Um ponto de vista, apresentado pelo biógrafo C. K. Shorter em 1896, é que ele adaptou o seu nome para se associar com o Almirante Horatio Nelson, que também foi o Duque de Bronte. Prova disso é o facto de ele querer imitar o Duque de Wellington na forma como se vestia.

## Membros da família Brontë

### Patrick Brontë

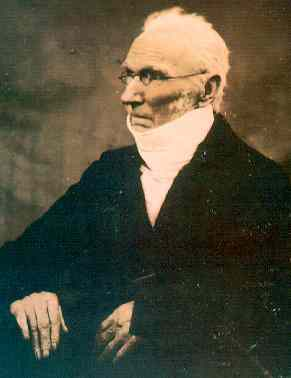
Retrato de Patrick Brontë, por volta de 1860.

Patrick Brontë (17 de março de 1777 – 7 de junho de 1861), nasceu em Loughbrickland, Condado de Down, na Irlanda, numa família de trabalhadores rurais com rendimentos médios. O seu nome de nascimento era Patrick Prunty ou Brunty. A sua mãe, Alice McClory, era católica romana, enquanto que o seu pai, Hugh era protestante, e Patrick foi criado com a religião do pai. Ele acabou por se tornar no sacerdote permanente da paróquia de Haworth. Foi também poeta, escritor e polemista.

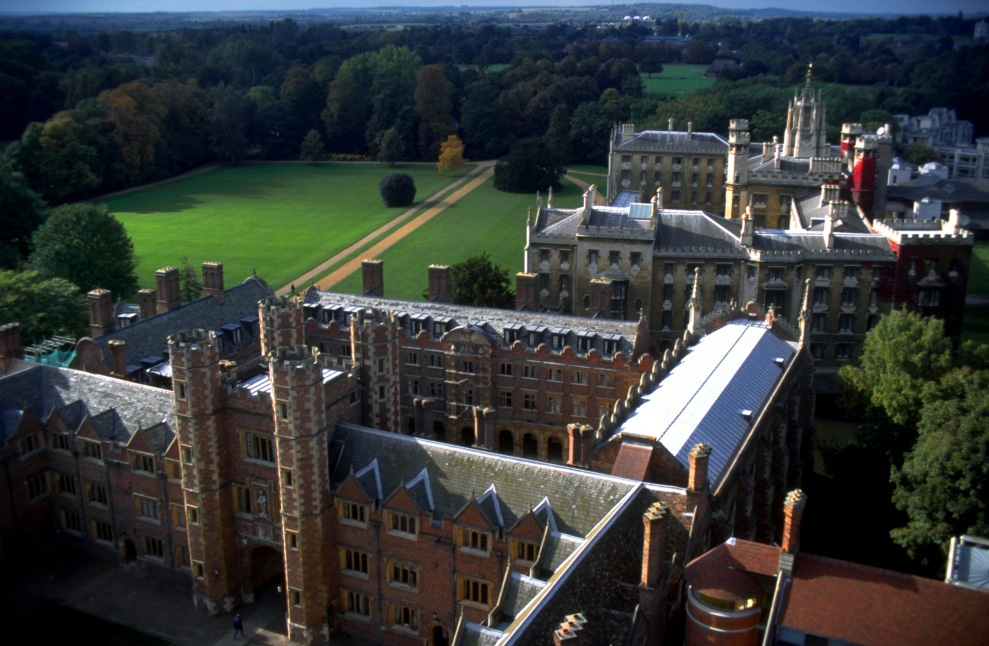
Vista da St John's College, da Universidade de Cambridge, onde Patrick Brontë estudou.

Patrick, um sacerdote anglicano de origens irlandesas, nasceu no Dia de São Patrício, em 17 de março de 1777. Na infância e juventude mostrou inteligência e, depois de ter lições com o Reverendo Thomas Tighe, conseguiu uma bolsa de estudos para a St John's College da Universidade de Cambridge onde estudou Teologia e História Antiga e Moderna. Depois de terminar os seus estudos em Cambridge, foi ordenado sacerdote no dia 10 de agosto de 1806. Nos anos seguintes, escreveu dois livros de poesia: Cottage Poems (1811) e The Rural Minstrel (1814) e ainda vários panfletos, artigos para jornais e uma série de poemas rurais.
Em 1812, conheceu e casou-se com Maria Branwell de 29 anos e em 1820 mudou-se para a casa paroquial de Haworth, onde assumiu o cargo de sacerdote perpétuo (Haworth era uma sub-divisão da paróquia de Bradford, pelo que ele não podia ser reitor ou vigário). Eles tiveram seis filhos. Após a morte da sua mulher em 1821, a sua cunhada, Elizabeth Branwell, veio de Penzance, Cornualha para o ajudar a criar os seus filhos. Patrick era compreensivo, inteligente, generoso e organizou diretamente a educação dos seus filhos. Ele comprava todos os livros e brinquedos que os filhos lhe pediam e dava-lhes bastante liberdade e amor incondicional.

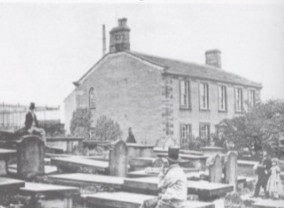
Haworth Parsonage (casa paroquial de Haworth) pouco depois da morte de Patrick Brontë.

Após várias tentativas falhadas de encontrar uma nova mulher, Patrick aceitou a sua viuvez aos 47 anos e dedicava o seu tempo a visitar os doentes e os pobres e a pregar sermões, dar-lhes a comunhão e a extrema unção, deixando as três irmãs, Emily e Charlotte, Anne, e seu irmão Branwell sozinhos com a sua tia e a criada, Tabitha Aykroyd (Tabby). Ela contava lendas locais no seu dialeto de Yorkshire, enquanto prepara as refeições. Patrick viu todos os membros da sua família falecer antes dele. Ele morreu em 1861, seis anos após a morte da sua última filha viva, Charlotte, aos 84 anos. No final da sua vida, o seu genro, o Reverendo Arthur Bell Nicholls assistiu-o.

### Maria Branwell Brontë
A esposa de Patrick, Maria Brontë (nascida Branwell) (15 de abril de 1783 – 15 de setembro de 1821), era natural de Penzance, Cornualha e vinha de uma família de classe média alta. O seu pai tinha uma loja de chá e mercearia de sucesso que lhe deu uma fortuna considerável.
Maria faleceu com 38 anos de cancro do útero. Maria casou-se no mesmo dia que a sua irmã Charlotte, na igreja de Guiseley, depois de o seu noivo ter celebrado a união de outros dois casais. Ela era uma mulher educada e devota, conhecida pela sua disposição animada, pela sua alegria e pela sua bondade. Patrick e Charlotte foram os únicos a deixar memórias dela. Os filhos mais novos, especialmente Emily e Anne lembravam-se apenas vagamente da mãe e as poucas memórias que tinham dela eram principalmente do sofrimento por que passou durante a sua doença.

### Elizabeth Branwell
Elizabeth Branwell (2 de dezembro de 1776 – 29 de outubro de 1842) chegou de Penzance em 1821, com 45 anos, após a morte de Maria, a sua irmã mais nova, para ajudar Patrick a cuidar das crianças. Ela era tratada por "Tia Branwell". Elizabeth ensinou aritmética, o alfabeto e costura às crianças. Ela era subscritora da revista Fraser's Magazine e debatia os seus artigos com os sobrinhos. Elizabeth era uma pessoa generosa que dedicou a sua vida aos sobrinhos e nunca se casou, nem regressou à Cornualha para visitar os seus familiares. Ela morreu de obstrução intestinal em outubro de 1842 após um breve período de grande agonia. Às portas da morte, foi consolada pelo seu sobrinho Branwell. No seu testamento, Elizabeth deixou uma quantia significativa de dinheiro aos sobrinhos, o que permitiu que Charlotte, Emily e Anne deixassem os seus empregos de governantas e professoras e se dedicassem por completo à literatura.

### Filhos
Maria, a filha mais velha, nasceu na Clough House, em High Town, no dia 4 de abril de 1814. Ela foi sujeita a períodos de fome e privação na escola Cowan Bridge. Charlotte descreveu-a como animada, muito sensível e bastante avançada na leitura. Ela regressou da escola com tuberculose num estado já avançado e morreu em Haworth com 11 anos de idade, em 6 de maio de 1825.
Elizabeth (1815–1825), a segunda filha, também frequentou a Cowan Bridge, onde sofreu o mesmo destino da irmã. Charlotte descreveu-a como menos animada do que os irmãos e, aparentemente, menos inteligente. Ela morreu com 10 anos de idade, em 15 de junho de 1825, duas semanas depois de regressar a casa da escola.
Charlotte nasceu em Thornton, perto de Bradford, no dia 21 de abril de 1816. Foi uma escritora e poetisa e é a autora do romance Jane Eyre, a sua obra mais conhecida, e de três outros romances. Morreu em 31 de março de 1855 pouco antes do seu 39º aniversário.
Patrick Branwell nasceu em Thornton no dia 26 de junho de 1817. Conhecido como Branwell, era pintor e escritor e raramente trabalhava. Ele tornou-se alcoólico e viciado em láudano e morreu de tuberculose em Haworth, no dia 24 de setembro de 1848, aos 31 anos.
Emily Jane, nascida em Thorton no dia 30 de julho de 1818, foi uma poetisa e escritora. Morreu de tuberculose pois foi atingida pelo sangue que Brenwell havia tossido em Haworth, no dia 19 de dezembro de 1848, aos 30 anos. Só conseguiu completar um romance em vida: Wuthering Heights.
Anne, nascida em Thorton no dia 17 de janeiro de 1820, foi uma poetisa e escritora. Escreveu os romances Agnes Grey, baseado em grande parte nas suas experiências como governanta, e The Tenant of Wildfell Hall. Morreu de tuberculose que pegou de sua irma Emily em Scarborough, no dia 28 de maio de 1849, aos 29 anos.

## Educação
Patrick Brontë teve dificuldades em organizar a educação das suas filhas, uma vez que a família pertencia à classe média baixa e não tinha muito dinheiro. Além disso, não tinha grandes conhecimentos, nem meios para pagar as mensalidades das escolas privadas mais prestigiadas. Uma das soluções para o seu problemas eram as chamadas "escolas de caridade" que tinham como objetivo auxiliar famílias de poucos meios, como era o caso das famílias do baixo clero. Não se pode acusar Patrick de não ter feito o seu melhor para encontrar a melhor escola para as suas filhas. Como Juliet Baker comentou, ele tinha lido relatórios de processos judiciais contra escolas em Yorkshire devido a casos de alunos mordidos por ratazanas e subnutridos ao ponto de terem perdido a visão, pelo que não era ignorante em relação à forma como algumas crianças eram tratadas em escolas privadas. No entanto, tudo apontava para que a Clergy Daughters' School do Reverendo Carus Wilson providenciava um ensino de qualidade e tratava bem as suas alunas. Esta escola não era cara e os seus benfeitores eram todos pessoas respeitadas. Entre eles encontrava-se a filha de Hannah Moore, uma escritora que era amiga chegada do poeta William Cowper, ambos apoiantes de uma educação correta para as crianças. Assim, Patrick acreditava que a escola do Reverendo Wilson tinha as qualidades necessárias para que as suas filhas tivessem uma boa experiência.

### Clergy Daughter's School em Cowan Bridge
Em 1824, as quatro filhas mais velhas de Patrick ingressaram na Clergy Daughters' School em Cowan Bridge. A escola dedicava-se a educar as filhas de membros mais pobres do clero e tinha sido recomendada a Patrick. No ano seguinte, Maria e Elizabeth ficaram gravemente doentes e foram retiradas da escola, porém morreram pouco tempo depois de chegarem a casa e com poucas semanas de diferença entre elas. Charlotte e Emily também foram retiradas da escola e regressaram a Haworth. A perda das suas irmãs provocou um trauma que se refletiu no trabalho de Charlotte. Em Jane Eyre, Cowan Bridge assume a forma de Lowood e Maria é representada pela personagem da jovem Helen Burns, a crueldade de Miss Andrews é representada por Miss Scatcherd e a tirania do diretor, o Reverendo Carus Wilson, por Mr. Brocklehurst.

### A escola de Miss Wooler

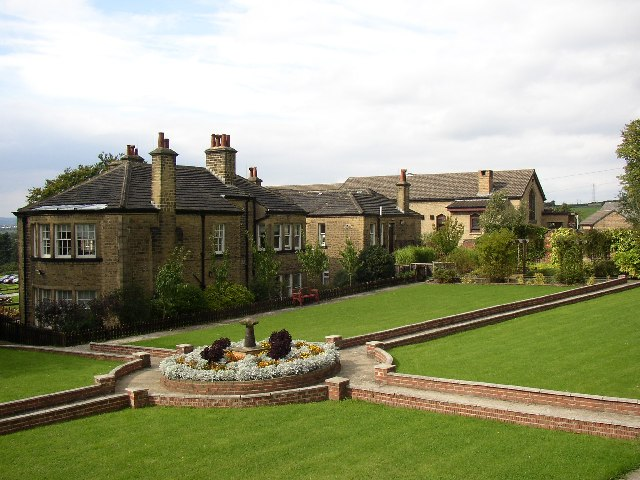
Escola de Miss Wooler em Roe Head.

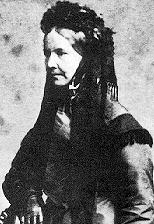
Ellen Nussey, uma das melhores amigas que Charlotte, que ela conheceu na escola de Miss Wooley.

Em 1831, Charlotte, na altura com 14 anos, ingressou na escola de Miss Wooler em Roe Head. Patrick tinha a opção de enviar a filha para uma escola menos dispendiosa e mais perto de casa em Keighley, mas Miss Wooler e as suas irmãs tinham uma boa reputação e ele lembrava-se bem do edifício onde funcionava a escola, uma vez que passava bastantes vezes por lá nos seus passeios quando era sacerdote em Kirklees, Dewsbury e Hartshead-cum-Clifton. Margaret Wooler ganhou um grande afeto pelas irmãs Brontë e acompanhou Charlotte ao altar no seu casamento. A escolha de Patrick deu bons resultados: Charlotte foi muito feliz nesta escola e teve bom aproveitamento. Fez também amizades que duraram toda a sua vida com Ellen Nussey e Mary Taylor.
Três anos depois de concluir os estudos, Charlotte regressou a Roe Head a convite de Miss Wooler para trabalhar como sua assistente. Patrick decidiu enviar Emily para a escola com a irmã para continuar os seus estudos. Charlotte pagou parte das mensalidades de Emily com o seu salário. Esta era a primeira vez que Emily, com 17 anos, saía de Haworth desde a sua experiência em Cowan Bridge. As irmãs partiram para Roe Head em 29 de julho de 1835, no mesmo dia em que Branwell enviou uma carta para a Royal Academy of Art em Londres com vários desenhos seus na esperança de conseguir um lugar como aluno probatório na instituição.
Charlotte ensinou e escreveu sobre os seus alunos sem grande simpatia. Emily não se adaptou à escola e três meses depois da sua chegada a sua saúde começou a detriorar-se, pelo que acabou por regressar a Haworth. Anne ficou com o seu lugar na escola, onde permaneceu até ao Natal de 1837.
Charlotte ocupava o seu tempo livre a desenvolver o mundo imaginário de Angria, que tinha criado com os irmãos, através de correspondência com o seu irmão. Durante o Natal em Haworth, ela escrevia longas narrativas, apesar da reprovação do seu pai que queria que ela se dedicasse mais ao trabalho da paróquia. Este tinha aumentado substancialmente desde a criação de impostos para as paróquias onde a maioria dos habitantes fosse dissidente. Entretanto, Miss Wooler mudou as instalações da escola para Heald's House em Dewsbury Moor, onde Charlotte se queixava do efeito que a humidade estava a ter na sua saúde. Charlotte deixou a escola em 1838.

## Evolução literária

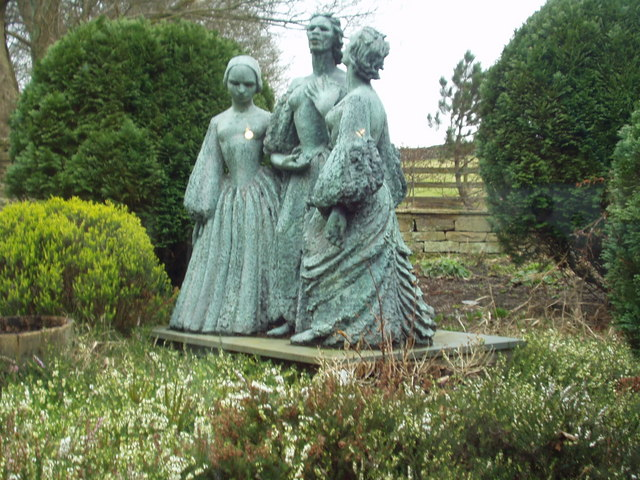
Estátua das irmãs Brontë na sua casa em Haworth.

As crianças interessaram-se cedo pela escrita. Inicialmente, ela surgiu na forma de um jogo que, mais tarde, evoluiu para uma paixão. Apesar de todos demonstrarem ter um grande talento para a narrativa, foram as irmãs mais novas que começaram a desenvolver as histórias nos seus tempos livres. No centro da criatividade das crianças estavam doze soldados de madeira que Patrick Brontë ofereceu a Branwell no início de junho de 1826. Estes soldados de brincar alimentaram instantaneamente a sua imaginação e elas referiam-se aos mesmos como "os jovens" e deram-lhes nomes. Porém, só em dezembro de 1827 é que as suas ideias passaram para o papel e, assim, nasceu o reino africano imaginário de Glass Town, seguido do Império de Angria. Emily e Anne criaram Gondal, uma ilha no Pacífico Norte governada por uma mulher, depois da partida de Charlotte em 1831. No início, estas histórias eram escritas em livros minúsculos do tamanho de uma caixa de fósforos (3,8 x 6,4 cm) e as suas páginas eram cuidadosamente unidas com fio. Para além de escrita, os pequenos livros continham ilustrações, mapas detalhados, esquemas, paisagens e plantas de edifícios. A ideia era que os livros deviam ter o tamanho ideal para os soldados os poderem ler. A complexidade das histórias foi evoluindo à medida que a imaginação das crianças se foi desenvolvendo, alimentada pela leitura das revistas do seu pai, ou dos jornais que a família recebia diariamente.

### Influências literárias e artísticas
As primeiras influências literárias das Brontë chegaram sob a forma de revistas e jornais que o seu pai lia. A família lia os artigos e debatia o seu conteúdo até ao mais ínfimo detalhe. As descrições e mapas incluídos em artigos sobre expedições e descobertas de novos territórios em África levaram as crianças a localizar o Império de Angria na África Central e a descrevê-lo com grande detalhe.
À medida que foram crescendo, os gostos literários dos Brontë foram evoluindo e as obras de Lord Byron tiveram uma grande influência na atração sexual e espírito apaixonado das personagens de Angria. Os Brontë descobriram Lord Byron através de um poema publicado numa das revistas que o seu pai lia e os temas mais ousados da sua obra tornaram-se sinónimo de tudo o que era proibido e audaz. A influência de Byron manifesta-se também nos romances que as irmãs escreveram quando eram adultas, visto que personagens como Heathcliff em Wuthering Heights ou Mr. Rochefort em Jane Eyre têm traços de personalidade que se encontram na obra de Byron: o herói com uma moralidade detestável, mas que é capaz de demonstrar grande afeição.
Outras influências incluem a literatura fantástica de John Milton e as gravuras de John Martin.

## Governantas e a ideia de Charlotte

### Primeiras oportunidades no ensino

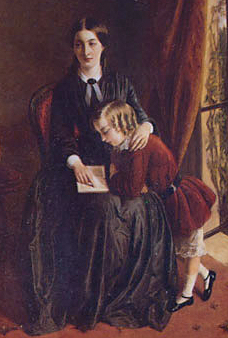
Detalhe do quadro A Governanta de Rebecca Solomon.

Através da influência do seu pai e da sua própria curiosidade intelectual, as Brontë beneficiaram de uma educação que as colocou numa posição privilegiada, a nível intelectual, para a altura. No entanto, Patrick Brontë era um homem de poucos meios e as únicas opções que as suas filhas tinham para ganharem a vida eram o casamento ou tornarem-se professoras ou governantas. As irmãs conseguiram empregos em casas de famílias abastadas onde, por várias ocasiões, educaram crianças rebeldes, assim como emprego como professoras.
A única irmã que nunca foi governanta foi Emily. A sua única experiência profissional foi uma posição de professora à experiência durante seis meses de exílio intolerável na escola de Miss Patchett em Law Hill (entre Haworth e Halifax). Por outro lado, Charlotte foi professora em vários locais, incluindo na escola de Miss Margaret Wooler e em Bruxelas com os Hegers. Foi ainda governanta em várias famílias até 1841. Anne também se tornou governanta e, depois de uma primeira experiência traumática em Blake Hall, conseguiu um emprego estável em Thorp Green Hall, tendo mesmo conseguido trabalho para o seu irmão, Branwell.

### Trabalho como governantas
A situação financeira da família não era das melhores e a Tia Branwell gastava o dinheiro com cuidado. Emily sentia uma necessidade quase visceral de permanecer em casa e do campo que a rodeava e, sempre que se ausentava, sentia-se desesperada. Charlotte e Anne eram mais realistas e não hesitaram em procurar trabalho e a partir de abril de 1839 e dezembro de 1841, respetivamente, as duas irmãs trabalharam como governantas. No entanto, Anne foi a única a conseguir um emprego que durou mais do que poucos meses com a família Robinson em Thorp Green entre maio de 1840 e junho de 1845.
Entretanto, Charlotte teve uma ideia que parecia ser proveitosa para as irmãs. A conselho do pai e dos amigos, ela teve a ideia de criar uma escola para jovens mulheres na casa da família no local onde davam catequese. Elas tinham concebido um plano de estudos que incluía línguas modernas e chegaram à conclusão de que deveriam desenvolver as suas competências no estrangeiro. Depois de rejeitarem a ideia de irem para Paris ou Lille, devido a uma aversão aos franceses provocada pelos ideais liberais da Revolução Francesa (a família era bastante conservadora), elas decidiram ir para a Bélgica. Aí, também poderiam estudar Alemão e Música. A Tia Branwell financiou a viagem.

### Projeto da escola e viagem a Bruxelas

#### A viagem de Charlotte e de Emily a Bruxelas

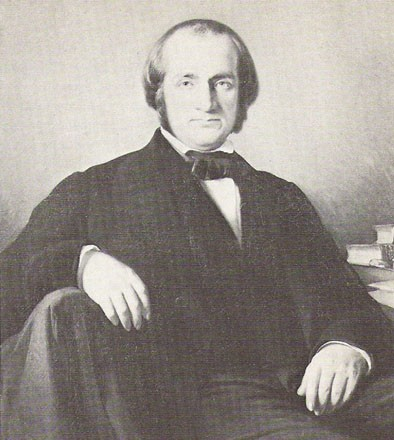
Constantin Heger

Emily e Charlotte chegaram a Bruxelas em fevereiro de 1842, acompanhadas pelo seu pai. Quando chegaram, inscreveram-se no internato de Monsieur e Madame Heger na Rue d'Isabelle, onde permaneceram durante seis meses. Clair Heger era a segunda esposa de Constantin e foi ela quem fundou e dirigia a escola enquanto Constantin era responsável pelas aulas de Francês mais avançadas. Segundo Miss Wheelwright, uma ex-aluna, ele tinha o intelecto de um génio. Ele era apaixonado pela matéria e exigia muitas aulas, opiniões e análises estruturadas.
Charlotte adorava as aulas no internato, principalmente as de Constantin Heger, e tanto ela como Emily demonstravam uma inteligência excecional. Emily aprendeu bastante depressa Alemão e a tocar piano com um brilhantismo natural e as duas irmãs escreviam ensaios literários e filosóficos num nível avançado de Francês. Após seis meses de estudo, Madame Heger sugeriu que as irmãs permanecessem no internato sem qualquer custo em troca de ensinarem algumas disciplinas. Após bastante hesitação, as irmãs aceitaram. Nenhuma delas se sentia particularmente afeiçoada aos seus alunos e apenas uma aluna, Madamoiselle de Bassompierre, na altura com 16 anos, expressou mais tarde algum afeto pela sua professora.

#### Regresso a Inglaterra
A morte da sua tia em outubro de 1842 forçou as irmãs a regressarem a Haworth. A Tia Branwell deixou uma herança a todos os seus sobrinhos e a Eliza Kingston, uma prima que ainda vivia em Penzance. Esta herança foi utilizada para pagar todas as dívidas da família e ainda sobrou algum dinheiro. Charlotte e Emily foram convidadas a regressar a Bruxelas uma vez que eram consideradas competentes e necessárias. Ambas receberam propostas de emprego como professoras no internato para Inglês no caso de Charlotte e Música no caso de Emily. Porém, Charlotte regressou sozinha à Bélgica em janeiro de 1843.

#### Regresso de Charlotte
Quase um ano depois de voltar à Bélgica, Charlotte resignou-se e regressou a Haworth. A vida em Haworth tinha-se complicada durante a sua ausência. O seu pai tinha ficado cego devido a cataratas e nem uma operação em Manchester tinha ajudado. Quando Charlotte regressou a Inglaterra, a sua primeira paragem foi em Manchester para visitar o seu pai enquanto este recuperava da operação e foi aí que começou a escrever Jane Eyre. Entretanto, a vida do seu irmão Branwell começou a piorar gradualmente com dramas, bebedeiras e delírios. A má reputação de Branwell afetou a família e, em consequência, o projeto da escola falhou e foi abandonado.
Charlotte escreveu quatro cartas longas, bastante pessoais e por vezes vagas a Monsieur Héger, mas nunca recebeu nenhuma resposta. Só em 1913 é que os sentimentos de Charlotte Brontë por Héger foram conhecidos, na altura em que a sua correspondência foi divulgada publicamente. Héger tinha mostrado as cartas a Elizabeth Gaskell quando ela o visitou em 1856 enquanto fazia a pesquisa para a biografia de Charlotte Brontë que estava a escrever (The Life of Charlotte Brontë), mas ocultou o seu verdadeiro significado. Estas cartas, denominadas de "Cartas Héger" foram rasgadas por Héger a certa altura, mas a sua mulher encontrou os pedaços no cesto dos papéis e coseu-os meticulosamente. Paul Héger, o filho de Constantin, e as suas irmãs ofereceram as cartas ao British Museum e foram reproduzidas no jornal The Times pouco depois.

## A carreira literária das irmãs Brontë

### Primeira publicação:Poems by Currer, Ellis and Acton Bell

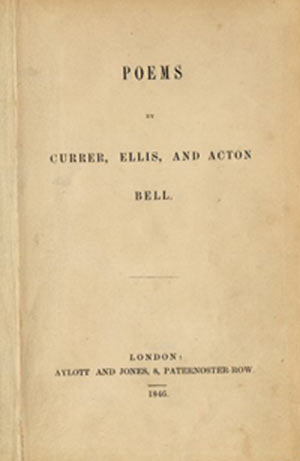
A capa da primeira edição do livro de poesia Poems by Currer, Ellis, and Acton Bell, publicado em 1846.

Os membros da família Brontë nunca abandonaram a escrita. Charlotte e Branwell tinham ambições de verem os seus trabalhos publicados, porém Charlotte nunca incluiu o irmão nos seus projetos. Charlotte escreveu ao poeta laureado Robert Southey e enviou-lhe vários poemas que escrevera no seu estilo. O poeta respondeu-lhe vários meses depois com uma carta bastante desencorajadora. Southley, um poeta ilustre e uma das grandes figuras do Romantismo inglês em conjunto com William Wordsworth e Samuel Taylor Coleridge, partilhava o preconceito da época: uma carreira na literatura, mais particularmente na poesia, era do domínio masculino e não era apropriada para mulheres.
Porém, Charlotte não perdeu a motivação e, além do mais, uma coincidência ajudou-a. Num dia de outono em 1845, enquanto estava sozinha na sala de jantar, ela reparou num pequeno bloco de notas aberto na gaveta da escrivaninha de Emily. Ela leu-o e ficou espantada com a beleza dos poemas lá escritos por Emily e que ela não conhecia. Cinco anos mais tarde, Charlotte recordou o que sentiu ao encontrar os poemas da irmã:
(...) mais do que surpresa (...), uma convicção meu íntimo de que aquelas não eram composições comuns, nem se assemelhavam em nada à poesia que as mulheres costumam escrever. Achei os poemas condensados e concisos, vigorosos e genuínos. Para os meus ouvidos, tinham um ritmo peculiar: selvagens, melancólicos e exaltantes.
No parágrafo seguinte, Charlotte descreve a reação indignada da sua irmã depois de descobrir que ela tinha lido algo tão íntimo com impunidade. Foram precisas horas para acalmar Emily e dias para a convencer a publicar os poemas.
Charlotte projetou uma publicação conjunta das três irmãs. Foi fácil convencer Anne a juntar-se ao projeto e o trabalho foi partilhado, comparado e editado. Quando os poemas foram escolhidos, dezanove de Charlotte e vinte e um cada de Anne e Emily, Charlotte partiu em busca de uma editora. Ela aconselhou-se junto de William e Robert Chambers de Edimburgo, os diretores de uma das revistas preferidas das irmãs, a Chambers's Edimburgh Journal. Pensa-se, embora não existam documentos que provem esta afirmação, que os Chamber aconselharam as irmãs a entrarem em contacto com a Aylott & Jones, uma pequena editora de Londres, que aceitou publicar o livro, mas as irmãs seriam responsáveis pelas perdas financeiras. Assim, o trabalho foi publicado sob os pseudónimos masculinos Currer (Charlotte), Ellis (Emily) e Acton (Anne) Bell. Estes nomes não eram nada comuns, mas as iniciais das irmãs foram mantidas.
O livro foi um falhanço completo, vendendo apenas três cópias. Porém, isso não desmotivou as irmãs, que continuaram a trabalhar na sua prosa e, um ano depois, todas tinham terminado um livro cada. As irmãs trabalhavam sempre em segredo e falavam do que tinham escrito durante o dia ao jantar.

### Fama

#### 1847

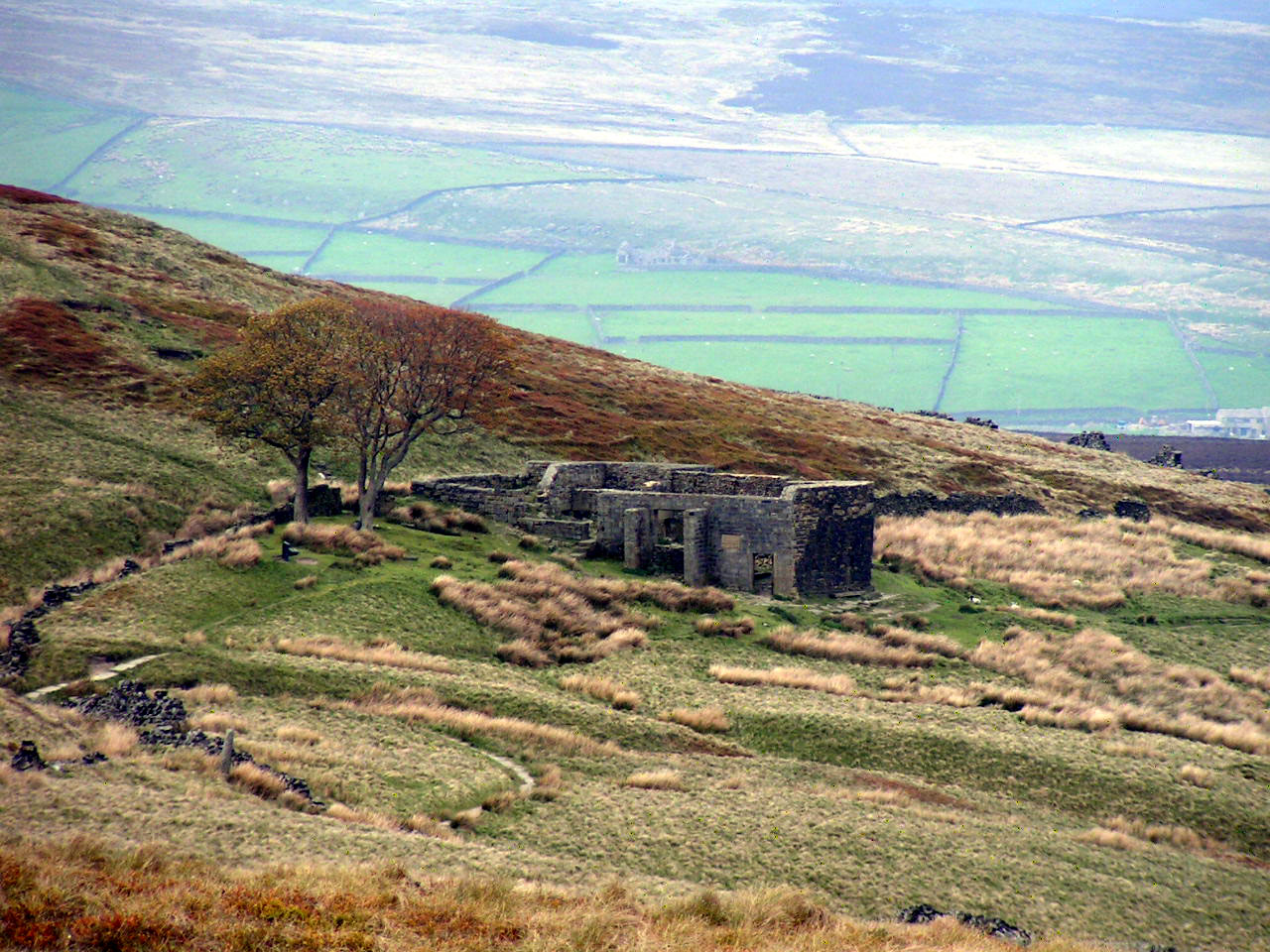
Top Withens, perto de Haworth, foram as ruinas que inspiraram Wuthering Heights.

Jane Eyre de Charlotte, Wuthering Heights de Emily e Agnes Grey de Anne foram publicados em 1847, após várias tentativas falhadas de encontrar uma editora. Depois de uma longa busca, a editora Smith, Elder & Co, sediada em Londres, publicou o primeiro livro. Até ali, George Smith, o dono da editora, especializava-se na publicação de revistas científicas. Os trabalhos de Emily e Anne foram entregues a Thomas Cautley Newby, cuja intenção era reunir três livros para vender em conjunto, uma opção de venda e de distribuição mais económica para bibliotecas. Assim, Wuthering Heights foi dividido em dois volumes e vendido em conjunto com Agnes Grey. Ambos os romances foram bem recebidos pela crítica e tiveram sucesso comercial, o que levou a que se apressasse o lançamento de Jane Eyre. O romance de Charlotte tornou-se rapidamente num best-seller.

#### Jane Eyree fama crescente
Em julho de 1848, Charlotte e Anne (Emily recusou-se a acompanhar as irmãs) viajaram para Londres a convite da sua editora para provarem que cada irmã era uma autora independente depois de Thomas Cautley Newby, o editor de Wuthering Heights e de Agnes Grey, ter espalhado o rumor de que os três romances eram do mesmo autor. George Smith ficou supreendido ao encontrar duas jovens mulheres do campo, desajeitadas, mal vestidas e paralisadas de medo no seu escritório. Charlotte e Anne identificaram-se através das cartas enviadas pela editora para Messrs, Acton, Currer e Ellis. George apresentou as irmãs à sua mãe e convidou-as para a ópera, onde assistiram a uma produção de O Barbeiro de Sevilha.

#### Wuthering Heights

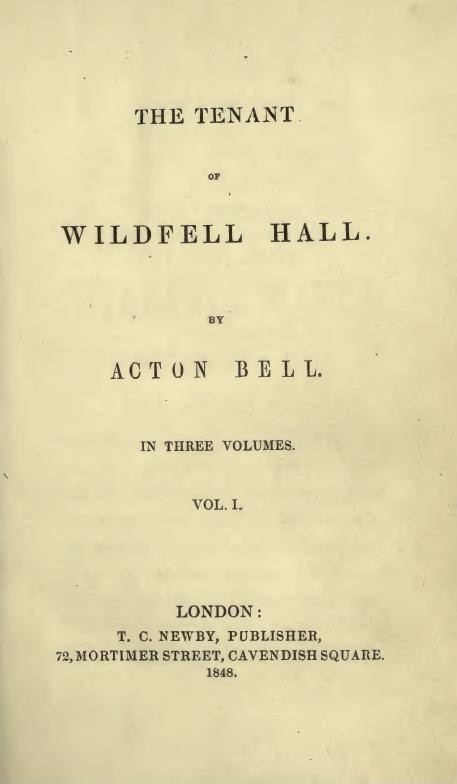
Capa da primeira edição de The Tenant of Wildfell Hall.

Wuthering Heights de Emily Brontë foi publicado em 1847 sob o pseudónimo masculino de Ellis Bell, dividido em dois volumes e vendido em conjunto com Agnes Grey. No início, o livro causou alguma polémica devido aos seus temas, estilo narrativo e ações problemáticas. Alguns críticos condenaram a obra, mas as vendas foram consideráveis para um romance de um autor desconhecido que desafiava as convenções.
É um trabalho de Romantismo negro que conta a história de três gerações de uma família que vive isolada no campo e no frio com dois elementos opostos: Thruschross Grange, uma casa de campo digna e a errante Wuthering Heights. As personagens principais, levadas pelos tumultos da terra, do céu e dos corações, são estranhas e cometem actos violentos e depravações sem precedentes. A história é contada de modo erudito, com dois narradores: o viajante e arrendatário Lockwood e a empregada/ governanta, Nelly Dean.

#### 1848 eThe Tenant of Wildfell Hallde Anne
Um ano antes da sua morte, em maio de 1849, Anne publicou o seu segundo romance. Bastante mais ambicioso do que a sua obra anterior, The Tenant of Wildfell Hall foi um grande sucesso e ultrapassou rapidamente as vendas de Wuthering Heights de Emily. Porém, os críticos ficaram divididos: elogiaram o "poder" e o "efeito" do romance e criticaram-no fortemente por ser "grosseiro". A própria Charlotte Brontë escreveu à editora do romance após a morte de Anne para dizer que não tinha intenções de autorizar uma reedição do mesmo por considerar que "a escolha do tema dessa obra foi um erro". Esta decisão fez com que Anne se tornasse na irmã menos conhecida.
O tema principal de The Tenant of Wildfell Hall é o alcoolismo de um homem que provoca a queda da sua família. Helen Graham, a personagem principal, casa-se com Arthur Huntingdon por amor e depois descobre que ele é devasso, violento e alcoólico. Ela vê-se forçada a quebrar as convenções que a forçariam a permanecer numa casa que se tinha tornado num inferno e a fugir com o seu filho à procura de refúgio na casa velha de Wildfell Hall. Quando o álcool acaba de arruinar o marido, ela regressa para ele para o ajudar a tratar-se em total abnegação até à sua morte.
Nos dias de hoje, The Tenant of Wildfell Hall é considerado um dos primeiros romances feministas.

## Charlotte Brontë

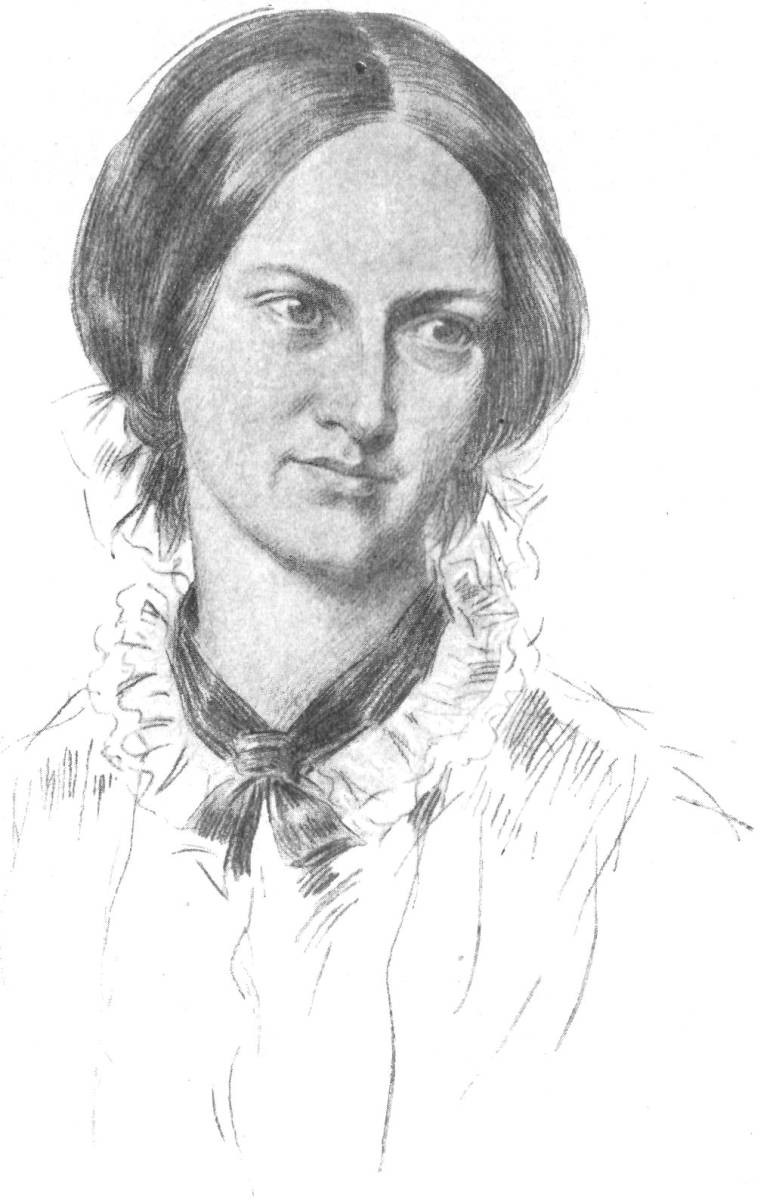
Retrato de Charlotte Brontë, provavelmente de George Richmond (1850).

### Denúncia dos internatos (Jane Eyre)
As condições da escola de Cowan Bridge, onde Maria e Elizabeth podem ter contraído a tuberculose que acabaria por as matar, não seriam piores do que as de muitas escolas da época. Várias décadas antes da experiência das irmãs Brontë em Cowan Bridge, Jane Austen e a sua irmã Cassandra contraíram tifo numa escola parecida e Jane quase morreu. A educação das irmãs Austen, à semelhança da das irmãs Brontë, foi concluída em casa. Ainda assim, Charlotte atribuiu a responsabilidade da morte das irmãs a Cowan Bridge, especialmente aos seus cuidados médicos rudimentares (que consistiam em tratamentos com emético e sangramentos) e à negligência do médico da escola (que era cunhado do diretor). As memórias vívidas de Charlotte das privações que viveu em Cowan Bridge serviram-lhe de inspiração para a descrição da Lowood School em Jane Eyre: a comida escassa e, por vezes, estragada, a falta de aquecimento e de roupa adequada, as epidemias periódicas de doenças como tifo, a severidade e arbitrariedade dos castigos e até a dureza de certas professoras (pensa-se que uma professora chamada Miss Andrews, que ensinou em Cowan Bridge tenha sido a inspiração de Charlotte para a personagem de Miss Scatcherd em Jane Eyre).

### Encontros literários
No seguimento do sucesso enorme de Jane Eyre, George Smith, o seu editor, pressionou-a a viajar para Londres para conhecer os seus leitores. Apesar da sua timidez extrema que a paralisava quando se encontrava com estranhos e fazia com que quase não se conseguisse expressar, Charlotte aceitou ser celebrada. Em Londres conheceu outros grandes escritores da sua época, incluindo Harriet Martineau e William Makepeace Thackeray, que se tornaram seus amigos. Charlotte tinha uma admiração especial por Thackeray cujo retrato (oferecido a Charlotte por George Smith) ainda se encontra pendurado na casa paroquial de Haworth.
Porém, a relação entre Charlotte e Thackeray teve os seus precalços. Numa reunião pública, este apresentou Charlotte à sua mãe como Jane Eyre. A escritora ficou ofendida e no dia seguinte visitou Thackeray para o reprimir. A conversa foi tão severa que George Smith teve de intervir.

Fotografia de Charlotte em 1854, na altura do seu casamento.

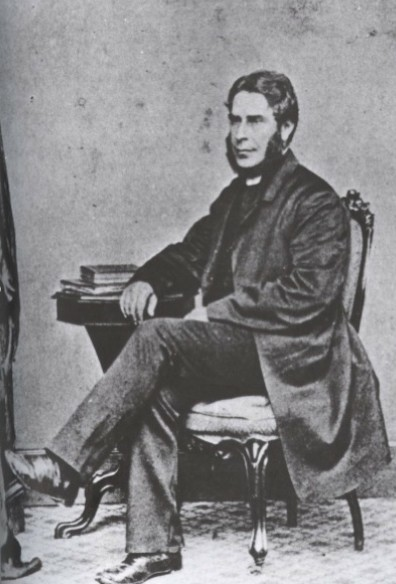
Retrato de Arthur Bell Nicholl na altura do seu casamento com Charlotte.

Durante a sua viagem a Londres em 1851, Charlotte visitou a Grande Exposição no Palácio de Cristal. Charlotte publicou mais dois romances: Shirley em 1849 e Villette em 1853.

### Casamento e morte
As irmãs Brontë divertiam-se muito com o comportamento dos sacerdotes que conheciam. Arthur Bell Nicholls (1818-1906) já era sacerdote em Haworth há sete anos e meio quando, contra todas as expectativas e a fúria de Patrick Brontë, pediu Charlotte em casamento. Apesar de gostar da sua dignidade e da sua voz grave e de quase ter tido um esgotamento emocional quando o rejeitou, Charlotte achava-o demasiado rígido, convencional e retrógrado "como todos os sacerdotes". Depois de ver o seu pedido rejeitado e com a raiva de Patrick Brontë, Nicholls deixou o seu cargo durante vários meses. Porém, pouco a pouco, os sentimentos de Charlotte mudaram e, depois de convencer o seu pai, ela acabou por se casar com Nicholls em 29 de junho de 1854.
Depois de regressar da sua lua de mel na Irlanda, onde fora apresentada à tia e aos primos de Nicholls, a sua vida mudou por completo. Ela assumiu os seus novos deveres de esposa e isso ocupava a maioria do seu tempo. Ela dizia aos seus amigos que Nicholls era um marido bom e atencioso, mas que, ainda assim, sentia-se aterrorizada com a sua nova vida. Numa carta a Ellen Nussey, em 1854, ela escreveu: "Nell, é certamente algo estranho e perigoso para uma mulher tornar-se esposa."
Charlotte morreu no ano seguinte aos 38 anos. Na altura, a causa de morte divulgada foi tuberculose, mas a doença pode ter-se complicado com febre tifóide (era bastante provável que a água de Haworth estivesse contaminada devido ao mau saneamento e ao cemitério que rodeava a igreja e a casa onde a família vivia). Charlotte estava grávida quando morreu.

### Romances
- Jane Eyre (1847)
- Shirley (1849)
- Villette (1853)
- The Professor (1857)

## Branwell Brontë

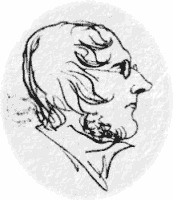
Autorretrato de Branwell Brontë.

Patrick Branwell Brontë (1817–1848) era considerado um génio pelo seu pai e pelas suas irmãs. Por outro lado, o livro de Daphne du Maurier (1986), The Infernal World of Branwell Brontë, contém várias referências aos seus vícios em álcool e láudano. Ele era um rapaz inteligente com muitos talentos e interesse em vários assuntos, principalmente a literatura. Ele era uma das maiores forças motivadoras por trás dos mundos imaginários que os irmãos construíram, algo que o seu pai incentivava.
Branwell partiu para Londres para tentar estabelecer-se como artista, mas passou muitos dos seus dias em cafés de má reputação onde gastava o dinheiro que o seu pai lhe enviava. As suas tentativas de obter trabalho mal pago falharam e não demorou muito tempo para se viciar em álcool e láudano e nunca mais conseguiu recuperar a sua estabilidade.
Anne Brontë conseguiu trabalho para Branwell em janeiro de 1843, mas quase três anos depois, ele foi despedido. Em setembro de 1848, depois de vários anos de declínio, ele morreu de tuberculose. No seu funeral, o seu pai angustiado repetiu várias vezes: "O meu rapazinho brilhante". Já Emily escreveu que a condição do irmão "não tinha remédio".
Branwell escreveu vários textos para os mundos imaginários de Glass Town e Angria em conjunto com as irmãs sob o pseudónimo de Northangerland. Ele começou a escrever, mas nunca terminou um romance intitulado And the Weary are at Rest.

## Emily Brontë

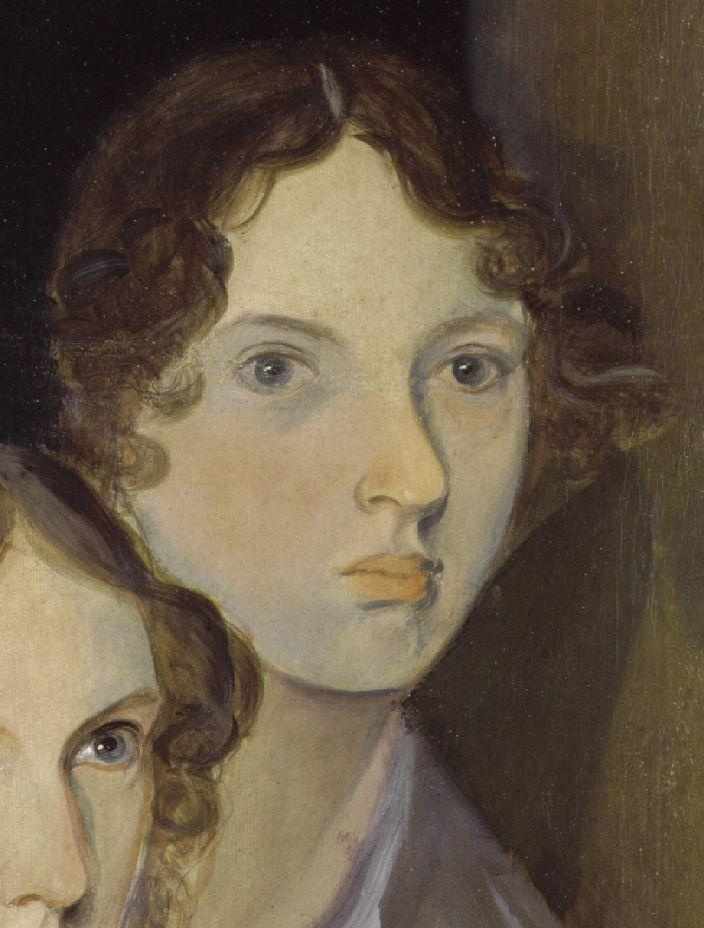
O único retrato confirmado de Emily Brontë, pintado pelo seu irmão, Branwell.

Emily Brontë já foi chamada a "Sphinx da Literatura", uma vez que escrevia sem qualquer desejo de fama e apenas para sua satisfação pessoal. Ela era obsessivamente tímida fora do seu círculo familiar a ponto de virar as costas às pessoas com quem estava a conversar sem dizer uma palavra.
Com apenas um romance, Wuthering Heights (1847), e poemas de poder elementar, ela atingiu um lugar de destaque na literatura. Quase desconhecida durante a sua vida, a posterioridade classifica-a como uma das maiores figuras da literatura inglesa. Simone de Beauvoir escreveu em Le Deuxième Sexe (1949) que, de todas as mulheres que já viveram, apenas três escritoras femininas: Emily Brontë, Virginia Woolf e "por vezes" Katherine Mansfield exploraram verdadeiramente o seu "dom".
Acima de tudo, Emily adorava passear a pé pela paisagem das charnecas que rodeava Haworth. Em setembro de 1848, a sua saúde começou a deteriorar-se rapidamente. Ela tinha tuberculose, mas recusava-se a fazer qualquer tratamento, com a exceção de uma visita de um médico de Londres depois de muita insistência da sua família. Apesar da crença geral, Emily não morreu no sofá da sala de jantar. Não existem provas contemporâneas para a história e Charlotte menciona na sua carta a William Smith Williams que o cão de Emily, Keeper, estava deitado ao seu lado na cama quando ela morreu. É possível que ela tenha deixado um manuscrito inacabado que Charlotte queimou para evitar a mesma polémica que se seguiu à publicação de Wuthering Heights. Existem vários documentos que falam dessa possibilidade, mas não foi encontrada qualquer prova para a afirmação.

## Anne Brontë

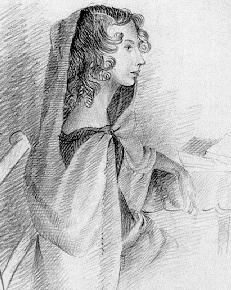
Retrato a lápis de Anne feito pela sua irmã, Charlotte.

Anne não foi tão celebrada como as suas irmãs. O seu segundo romance, The Tenant of Wildfell Hall, não foi reeditado após a sua morte por insistência da sua irmã Charlotte. Charlotte disse numa carta ao editor de Anne: "não me parece que valha a pena preservar o Wildfell Hall. A escolha do tema desse trabalho foi um erro, as suas personagens, gostos e ideias não são compatíveis com a sua autora isolada e inexperiente". Considera-se que esta decisão é a principal razão pela qual Anne é a menos reconhecida das irmãs.
A saúde de Anne começou a deteriorar-se rapidamente, à semelhança do que aconteceu com os seus irmãos alguns meses antes. Em 5 de abril de 1849, ela escreveu a Ellen Nussey a pedir-lhe que a acompanhasse a Scarborough na costa leste de Inglaterra. Anne esperava que o ar marítimo melhorasse a sua saúde e, uma vez que o médico recomendou a viagem, Charlotte concordou em acompanhá-las.
No domingo de manhã, Anne começou a sentir-se mais fraca e perguntou se podia regressar a Haworth. O médico confirmou que ela estava às portas da morte e Anne agradeceu-lhe a sua franqueza. Ela murmurou "tem coragem, tem coragem" a Charlotte enquanto morria. Ela morreu às 14:00 de segunda-feira, 18 de maio. Anne foi enterrada no cemitério de St. Mary em Scarborough. A pedra tumular continha um erro relativo à sua idade. Nesta dizia que ela tinha morrido aos 28 anos quando, na verdade, tinha 29. Charlotte reparou nesse erro durante a sua única visita à campa da irmã e tinha intenções de o corrigir, no entanto não teve tempo de o fazer antes de a doença a levar. A pedra continuou igual até ser substituída pela Brontë Society em 2013.

## O norte de Inglaterra na época dos Brontë

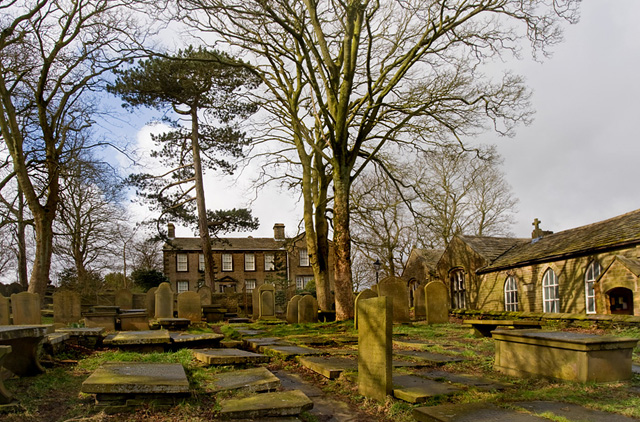
A casa paroquial de Haworth vista a partir do cemitério que a rodeia. A falta de saneamento e os corpos em decomposição contaminaram a água da aldeia, o que provocou um elevado número de epidemias na época das irmãs Brontë.

Na sua biografia de 1857, The Life of Charlotte Brontë, Elizabeth Gaskell começa com dois capítulos explicativos e descritivos. O primeiro descreve a paisagem selvagem do West Riding of Yorkshire, a pequena aldeia de Haworth, a casa paroquial e a igreja rodeada pelo seu vasto cemitério construídos no cimo de uma colina. O segundo capítulo apresenta uma visão geral das condições sociais, sanitárias e económicas da região. As publicações sobre os Brontë que se seguiram, falam destes elementos e como contribuiram para as vidas extraordinárias da família.

### As condições sociais, sanitárias e económicas de Haworth
As mortes precoces de tantos membros da família Brontë não eram invulgares para aquela época e não causaram grande impacto nos habitantes de Haworth, que se confrontavam com a morte todos os dias. Quando Patrick Brontë chegou à aldeia, esta estava a passar por uma crise de desemprego. Os homens procuravam trabalho em pedreiras e no artesanato local.
A população de Haworth cresceu rapidamente durante a primeira metade do século XVIII, de pouco mais de 1000 habitantes para 3365 num espaço de 50 anos. A aldeia não possuía um sistema de esgotos e a água dos poços estava contaminada com matéria fecal e pelos corpos em decomposição do cemitério localizado no cimo de uma colina. A esperança média de vida era de menos de 25 anos e a taxa de mortalidade infantil rondava os 41% para crianças com menos de seis meses de idade. A maioria da população ganhava a vida a cultivar a terra pouco fértil das charnecas e completava os rendimentos com trabalhos feitos em casa, tais como a fiação e a tecelagem de lã das ovelhas criadas nas charnecas. As condições mudaram e a indústria têxtil, presente na região desde o final do século XVII, cresceu nas fábricas localizadas nas margens do rio Worth.
A comida era escassa e muitas vezes a única disponível era papas de aveia, o que resultava num défice de vitaminas. A higiene pública não existia e as latrinas eram básicas. Na casa paroquial, estas instalações consistiam apenas numa tábua grossa de madeira com um pequeno buraco e uma tábua mais pequena para as crianças. Algumas pessoas, como Elizabeth Gaskell, disseram na sua descrição de Charlotte que, com pouco mais de 30 anos, já tinha poucos dentes: "boca grande e já sem muitos dentes". Porém, a família Brontë tinha acesso razoável a comida. Tinham pratos bem cheios de papas de aveia de manhã e eram descascadas várias batatas por dia na cozinha enquanto Tabby contava histórias sobre a sua terra ou Emily revia gramática alemã e por vezes Patrick regressava a casa das suas visitas aos habitantes da aldeia com animais de caça oferecidos pelos seus paroquianos.

### O papel das mulheres
De acordo com Robert Southey, um poeta laureado, na sua resposta a uma carta de Charlotte, as senhoras de condição favorável deveriam contentar-se com uma educação, um casamento e alguns talentos decorativos. O próprio Patrick Brontë escreveu no seu livro, The Maid of Killarney, sem no entanto se saber se tal refletia verdadeiramente a sua opinião: "A educação da mulher deve, certamente, ser competente de modo a que ela se divirta e se torne numa companhia adequada para o homem. Mas vá por mim, a mulher amável, delicada e jovial não foi criada pela natureza para se debruçar sobre as páginas bolorentas da literatura grega e romana, ou para labutar em problemas de Matemática, nem a providência lhe atribuiu o âmbito da ação, quer seja num gabinete ou num campo. O seu ponto forte é a delicadeza, a ternura e a graça." De qualquer modo, esta citação parece contrariar a sua atitude para com as suas filhas.

## O lugar das Brontë na literatura
Devido ao seu isolamento, as irmãs Brontë fazem parte de um grupo literário único que não teve precedentes nem sucessores. Não existe uma linha clara de influência das Brontë como no caso de outros autores de romances realistas e naturalistas.
É certo que elas influenciaram vários autores, mas é difícil definir por completo essa influência. Não há dúvida de que alguns dos autores que as sucederam pensaram nelas enquanto criavam os seus mundos sombrios e atormentados, exemplo disso são Thomas Hardy nos seus romances Jude the Obscure ou Tess of the d'Ubervilles, George Eliot com Adam Bede e The Mill on the Floss. Houve também autores mais convencionais, tais como Matthew Arnold que citam as irmãs Brontë. Numa carta escrita em 1853, ele disse que Charlotte apenas fingia ser impiedosa "(...) ali não havia mais do que ânsia, rebelia e raiva". Porém, não há nada que constitua uma veia literária.

### Visitas à casa das Brontë a partir de 1860

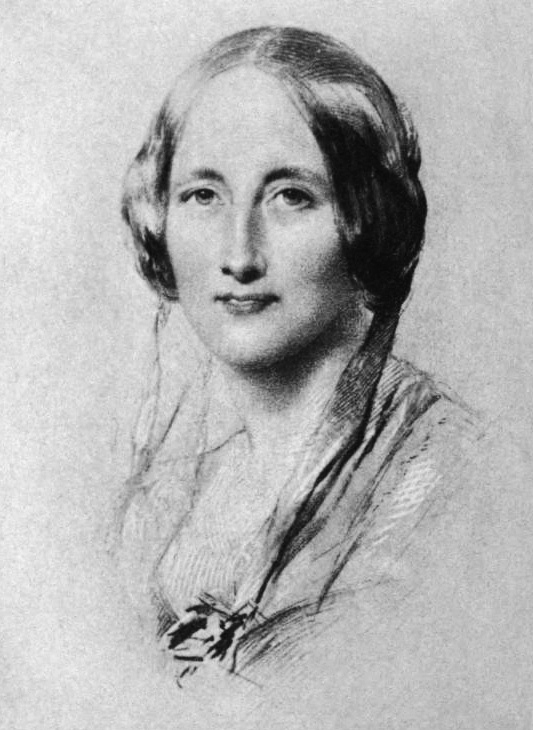
Retrato de Elizabeth Gaskell (1851). Gaskell, amiga íntima de Charlotte Brontë escreveu a primeira biografia da autora. O livro foi um enorme sucesso e o impulsionador do elevado número de visitantes que a casa paroquial de Haworth teve a partir de 1860.

Em 1860, Charlotte já tinha morrido há cinco anos e os únicos habitantes da casa paroquial eram Patrick Brontë, o seu cunhado, Arthur Bell Nicholls e duas criadas. Em 1857, foi publicada a biografia de Elizabeth Gaskell sobre Charlotte e, apesar de Patrick ter a ter aprovado quando a leu da primeira vez, alguns meses depois ele levantou algumas objeções. A forma como Arthur Bell Nicholls fora retratado pareceu-lhe injusta. Ellen Nussey fora a principal fonte de Elizabeth Gaskwell e ela odiava Arthur, insistindo que ele tinha deturpado a escrita de Charlotte e que ela teve de lutar contra uma interrupção da sua carreira. É verdade que Arthur achava que Ellen Nussey era demasiado próxima da sua mulher e que insistiu que ela destruísse as suas cartas, mas tal não chegou a acontecer.
O livro de Elizabeth Gaskell foi bastante popular e distribuído por todo o país. A polémica criada pelo pai de Charlotte aumentou ainda mais a sua popularidade.
Enquanto Charlotte era viva, alguns dos seus amigos visitaram a casa paroquial, entre eles Sir James e Lady Kay Shuttleworth, Ellen Nussey, Elizabeth Gaskell, John Store Smith, um jovem escritor de Manchester, Bessie Parkes, que falou da sua visita a Elizabeth Gaskell, e Abraham Holroyd, um poeta, antiquário e historiador. Porém, após a publicação do livro e das objeções que Patrick levantou publicamente, a casa paroquial tornou-se no destino de grandes multidões de admiradores que queriam tocar na capa do pai das irmãs Brontë. As centenas de visitantes passaram a milhares que vinham de todo o Reino Unido e até da América. Quando concordava em encontrar-se com os visitantes, Patrick recebia-os com grande cortesia e contava a história das suas filhas brilhantes, sem nunca se esquecer de exprimir as suas opiniões de desagrado em relação à descrição do marido de Charlotte no livro de Gaskell.
O fluxo de visitantes nunca diminuiu e a casa paroquial de Haworth é um dos monumentos literários mais visitados do mundo.

### Brontë Society

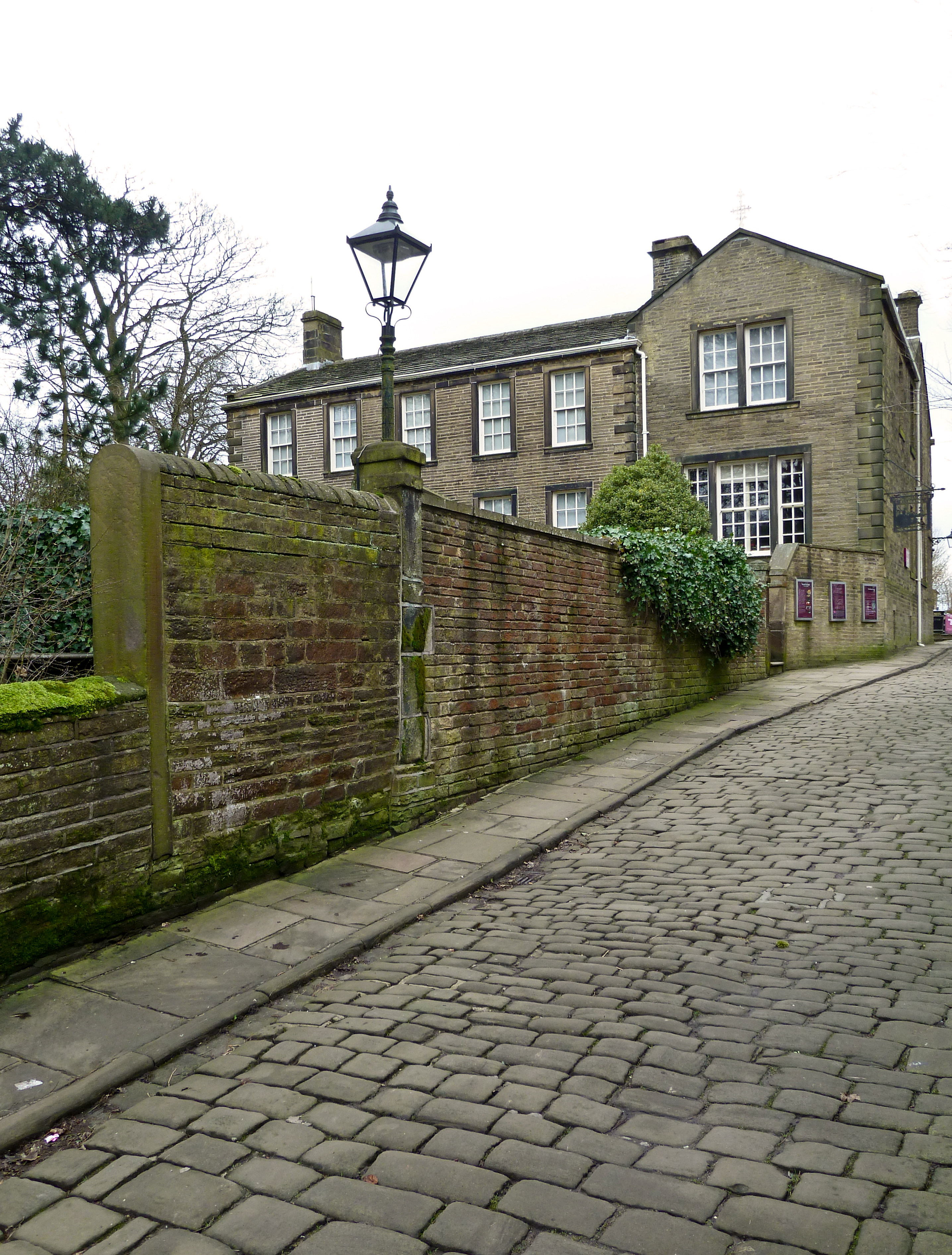
Haworth Parsonage nos dias de hoje.

O Brontë Parsonage Museum é gerido e mantido pela Brontë Society, que organiza exposições e cuida do património cultural na forma de objetos e documentos que pertenceram à família. A sociedade tem filiais na Austrália, no Canadá, na França, na Irlanda, nos países escandinavos, na África do Sul e nos Estados Unidos.

### O fenómeno das Brontë
Em 1904, Virginia Woolf visitou Haworth e escreveu um artigo para o The Guardian onde descrevia a sua visita em 21 de dezembro desse ano. Ela realçou a influência da aldeia nas irmãs Brontë e disse que o facto de os seus utensílios e roupas, que normalmente teriam desaparecido antes das pessoas que os utilizaram, terem sido preservados, permite que as pessoas compreendam a presença singular das irmãs. Escreveu ainda: "Haworth expressa as Brontë e as Brontë expressam Haworth: os dois encaixam como um caracol na sua concha".

## Descendentes dos Brontë
A linha hereditária de Patrick Brontë extinguiu-se com os seus filhos, mas o seu irmão teve descendentes conhecidos incluindo James Brontë Gatenby, cujo trabalho mais importante foi o estudo do complexo de Golgi em vários animais, incluindo humanos; e Peter Brontë Gatenby que foi diretor médico das Nações Unidas.

## Irmãs Brontë na cultura popular
- Em 1946, estreou o filme norte-americano Devotion que levou, pela primeira vez, a vida das irmãs Brontë ao grande ecrã. Ida Lupino interpreta Emily Brontë e Olivia de Havilland interpreta Charlotte Brontë.
- Em 1979, a França produziu um filme sobre as irmãs Brontë intitulado Les Soeurs Brontë. Isabelle Adjani interpreta Emily Brontë, Marie-France Pisier interpreta Charlotte Brontë, Isabelle Huppert interpreta Anne, Patrick Magee interpreta Patrick Brontë, e Pascal Greggory interpreta Branwell Brontë.
- Em 2016, o canal BBC One transmitiu o telefilme To Walk Invisible, que retrata os primeiros passos na publicação dos romances das irmãs e a morte de Branwell.